# Tanner on Tanner
Tanner on Tanner es una miniserie cómica de 2004, secuela de la serie de 1988, Tanner '88, acerca de un candidato presidencial fracasado, dirigida por Robert Altman y escrita por Garry Trudeau. Esta secuela se centra en Alex Tanner (Cynthia Nixon), una luchadora cineasta e hija del candidato a presidente Jack Tanner (Michael Murphy).

## Argumento
Alex Tanner ha estado intentando hacer un documental acerca de la campaña presidencial de su padre en 1988. Después de que su documental, "My Candidate", tiene un aplastante recibimiento en un festival de cine independiente, Robert Redford le sugiere hacer una continuación con todas las personas que habían participado en la campaña de 1988 para ver que están haciendo actualmente y recoger sus refrecciones acerca de sus roles en aquel entonces.
Alex hace lo sugerido por Redford, entrevistando a la mayoría de los que habían trabajado en la anterior campaña y a su padre, antes de ir a la Convención Nacional Demócrata de 2004 en Boston con su equipo para comparar el contraste con la Convención Demócrata de 1988 donde su padre fue derrotado. Durante el camino, uno de los miembros del equipo, Salim (Aasif Mandvi), es repetidamente detenido e interrogado por la policía debido a sus rasgos árabes. Allí Alex se reúne con TJ, el encargado de la vieja campaña de su padre, quien ahora está trabajando junto a John Kerry. Mientras TJ la ayuda, le avisa a Jack, su padre, que está siendo considerado para una posible posición administración Kerry.
Al igual que en Tanner '88, en esta serie hacen cameos políticos y otras personalidades de la vida real como Al Franken, Janeane Garafalo, Joe Lieberman, Tom Brokaw, Ron Reagan Jr., Alexandra Kerry, Michael Dukakis, Luke Macfarlane, Chris Matthews, Dee Dee Myers, Dick Gephardt, Barack Obama, Michael Moore, Steve Buscemi, Bill Clinton, Charlie Rose, Mario Cuomo y Martin Scorsese.